# Guillaume Eugène François Xavier Mathias Kerens de Wylré
Guillaume Eugène François Xavier Mathias Kerens de Wylré (Maastricht, 30 januari 1805 - aldaar, 5 januari 1880) was een Limburgs landeigenaar en politicus.
Guillaume Kerens de Wylré was een telg uit het adellijke geslacht Kerens. Hij was een zoon van landeigenaar, schout en burgemeester Franciscus Xaverius Matthias Aloysius Lambertus Otto Kerens de Wylré (1775-1856) en Eugènie Eleonore Charlotte de Massen (1784-?). Hij was tussen 1845 en 1850 lid van de Provinciale Staten van Limburg, van 1855 tot 1880 lid van de gemeenteraad van Maastricht en tussen 1873 en 1880 lid van de Tweede Kamer der Staten-Generaal. Hij was een conservatief katholiek politicus, en behoorde in 1848 tot de separatisten in Limburg.
Kerens de Wylré heeft tijdens zijn Kamerlidmaatschap slechts eenmaal het woord gevoerd, en wordt aangehaald als voorbeeld van 'zwijgende parlementariërs'. Alleen in 1875 vroeg hij bij de begroting van Buitenlandse Zaken het woord - maar nog voor de andere Kamerleden bij zijn zitplaats waren, was hij al klaar met zijn bijdrage: "Ik stel voor een gezant aan te stellen bij Don Carlos" (de Carlistische troonpretendent). Dit zou tot algemene hilariteit hebben geleid. Hij werd desondanks in 1877 opnieuw gekozen in zijn district tot Kamerlid.
Kerens de Wylré zou ongehuwd blijven. Zijn broer Joseph Mathias François Xavier Kerens de Wylré zou hem drie jaar overleven, en de laatste zijn die de titel 'jonkheer Kerens de Wylré' zou dragen.